# Autobahndreieck Nürnberg/Feucht
Das Autobahndreieck Nürnberg/Feucht (Abkürzung: AD Nürnberg/Feucht; Kurzform: Dreieck Nürnberg/Feucht) ist ein Autobahndreieck in Bayern im Süden der Metropolregion Nürnberg. Hier endet die Bundesautobahn 73 (Frankenschnellweg) und geht in die Bundesautobahn 9 (Berlin – Leipzig – München) über.

## Geographie
Es liegt auf dem Gebiet der Gemeinde Wendelstein im Landkreis Roth in Mittelfranken. Die umliegenden Städte und Gemeinden sind Feucht und Schwarzenbruck. Das Kreuz befindet sich etwa 15 km südöstlich der Nürnberger Innenstadt und etwa 70 km nördlich von Ingolstadt.
Das Autobahndreieck Nürnberg/Feucht trägt auf der A 9 die Anschlussstellennummer 54, auf der A 73 die Nummer 49.

## Bauform und Ausbauzustand
Die aus Richtung Nürnberg in südöstlicher Richtung verlaufende A 73 mündet in Form einer „rechtsgeführten Trompete“ in die hier in Nord-Süd-Richtung verlaufende A 9 ein. Die Verbindungskurven sind einspurig, in Fahrtrichtung Feucht zweispurig, ausgeführt. Die zuführende A 73 umfasst zwei Fahrstreifen je Richtung, die A 9 drei. Unmittelbar nördlich an das Dreieck schließt sich die Autobahnraststätte Nürnberg/Feucht der A 9 an.
Das Bauwerk wurde in den Jahren 1978 und 1979 errichtet.

## Unterquerung der Eisenbahn

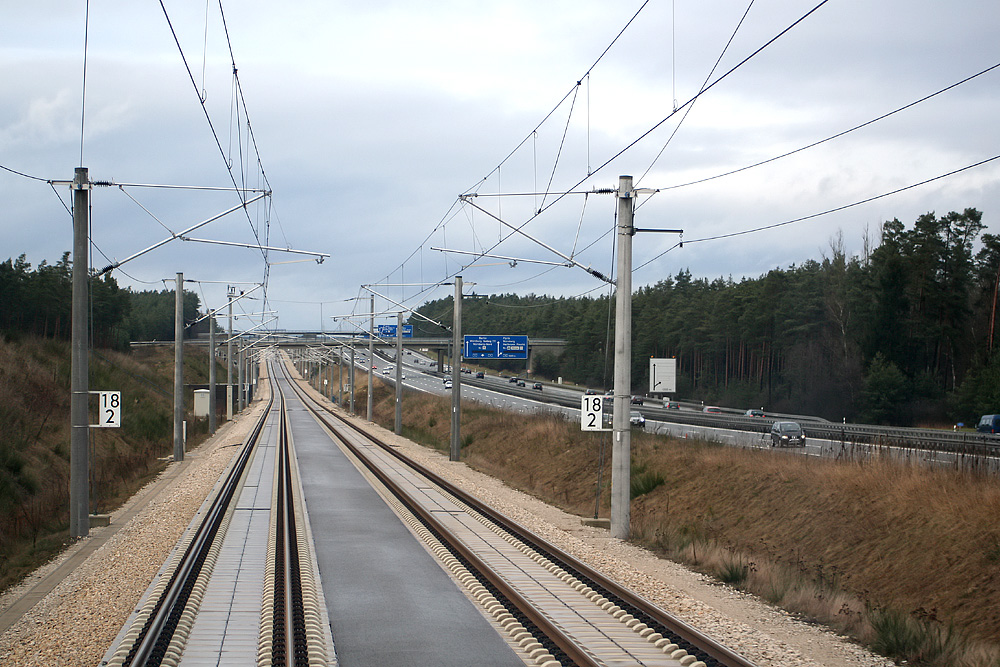
Verkehrswegebündelung zwischen BAB 9 und Schnellfahrstrecke unweit des Autobahndreiecks Nürnberg/Feucht

Die Eisenbahn-Schnellfahrstrecke Nürnberg–Ingolstadt unterquert die A 73 sowie die westlichen Verbindungskurven der A 9 in einem 133 m langen Kreuzungsbauwerk (Strecken-Kilometer 15,4), unmittelbar parallel zur A 9.
Das Bauwerk wurde in einer geschlossenen Rahmenkonstruktion (Deckelbauweise) in einer Bauzeit von 17 Monaten errichtet. Zur Vermeidung von Eingriffen in den Grundwasserhaushalt schließen sich nördlich (ab km 15,2) und südlich (bis Strecken-km 15,8) Trogbauwerke an. Die Gesamtlänge der Unterquerung liegt bei 540 Metern. Während der Bauzeit waren Umfahrungen errichtet worden. Die Inbetriebnahme der neuen Straßenbrücken erfolgte zwischen Oktober und Dezember 2001.
Im Bereich der Verbindungskurven wurden, zusätzlich zu den Schutzplanken, so genannte Ladungs-Abwurfs-Rückhalte-Systeme installiert. Diese 3 m hohen Stahlplanken sollen das Herabfallen von Ladungsteilen auf die mit 300 km/h befahrbare Strecke verhindern.

## Verkehrsaufkommen
| Von                   | Nach                | Durchschnittliche tägliche Verkehrsstärke | Durchschnittliche tägliche Verkehrsstärke | Durchschnittliche tägliche Verkehrsstärke | Anteil Schwerlastverkehr | Anteil Schwerlastverkehr | Anteil Schwerlastverkehr |
| Von                   | Nach                | 2005                                      | 2010                                      | 2015                                      | 2005                     | 2010                     | 2015                     |
| --------------------- | ------------------- | ----------------------------------------- | ----------------------------------------- | ----------------------------------------- | ------------------------ | ------------------------ | ------------------------ |
| AK Nürnberg-Ost (A 9) | AD Nürnberg/Feucht  | 62.000                                    | 62.400                                    | 74.800                                    | 12,8 %                   | 14,1 %                   | 16,0 %                   |
| AD Nürnberg/Feucht    | AS Allersberg (A 9) | 73.500                                    | 76.500                                    | 83.100                                    | 13,9 %                   | 13,8 %                   | 14,0 %                   |
| AS Feucht (A 73)      | AD Nürnberg/Feucht  | 23.300                                    | 24.200                                    | 33.600                                    | 12,9 %                   | 12,5 %                   | 16,7 %                   |